# Ulrich Schreiber (Kulturmanager)
Ulrich Schreiber (* 1951 in Solingen) ist ein deutscher Kulturmanager. Er ist Gründer und war bis 2023 Leiter des Internationalen Literaturfestivals Berlin. Er ist Co-Gründer und Co-Leiter des Internationalen Literaturfestivals Odessa.

## Leben
Schreiber studierte von 1973 bis 1981 Philosophie, Politik und Russisch an der FU Berlin und absolvierte 1984 das II. Staatsexamen in Celle.
Von 1979 bis 1981 war er Redakteur der Zeitschrift Moderne Zeiten. 1980 war er Mitbegründer der Berliner und 1983 Gründer der Hamburger Volksuniversität. 1985 leitete er das Deutsch-Italienische Kulturfestival in Hamburg. In den 1980er und 1990er Jahren arbeitete er als Kulturmanager und Architekt in Hamburg, Stuttgart und Berlin. 1989 gründete er die Internationale Peter Weiss-Gesellschaft, der er bis 1998 vorstand. 1998 organisierte er die Thomas-Bernhard-Tage in Berlin.
2001 gründete er das Internationale Literaturfestival Berlin, das von der Peter-Weiss-Stiftung für Kunst und Politik e. V veranstaltet wird.
Schreiber ist einer der Mitinitiatoren des PEN World Voices-Festivals, des The New York Festival of International Literature und eines Literaturfestivals in Mumbai 2007. Außerdem organisiert er seit 2006 die Weltweiten Lesungen. Schreiber war bis zu seinem Austritt Mitglied des PEN-Zentrums Deutschland und 2022 Mitgründer des PEN Berlin.
2015 gründete er mit Hans Ruprecht das Internationale Literaturfestival Odessa.
Ulrich Schreiber lebt in Berlin.

## Schriften
als Autor
- Die politische Theorie Antonio Gramscis. Berlin 1980, 4. Auflage 1994

als Herausgeber
- Weißbuch für Kulturpolitik in Hamburg. Hamburg 1986
- Die Bilderwelt des Peter Weiss. Hamburg / Berlin 1995
- Anthologien und Kataloge des ilb 2001–2017

## Auszeichnungen
- 2015 wurde Schreiber für seinen „Beitrag zur Ausstrahlung der Künste und der Literatur in Frankreich und in der Welt“ zum „Chevalier“ des Ordre des Arts et des Lettres ernannt.